# Mount Frere
Mount Frere este un oraș din provincia Oos-Kaap, Africa de Sud.